# Devereaux Peters
Devereaux Simoine Peters (Chicago, 8 ottobre 1989) è un'ex cestista statunitense, professionista nella WNBA.
Ala di 187 cm, ha giocato in WNBA con Minnesota e in Serie A1 con Lucca.

## Carriera
È stata selezionata dalle Minnesota Lynx al primo giro del Draft WNBA 2012 (3ª scelta assoluta).
A dicembre 2012 ha rescisso il contratto con la formazione toscana ed è stata sostituita da Kathrin Ress.
Con gli Stati Uniti ha disputato le Universiadi di Shenzhen 2011.

## Palmarès
- 2 volte campionessa WNBA (2013, 2015)